# Barbara Niemczyk
Barbara Wiesława Hermel-Niemczyk (Łódź, 13 de novembro de 1942) é uma ex-jogadora de voleibol da Polônia que competiu nos Jogos Olímpicos de 1964 e 1968.
Em 1964, ela fez parte da equipe polonesa que conquistou a medalha de bronze no torneio olímpico. Quatro anos depois, ela participou de sete jogos e ganhou a segunda medalha de bronze com o conjunto polonês no campeonato olímpico de 1968.